# Nid d'abeilles (structure)
 (août 2024).
La mise en forme du texte ne suit pas les recommandations de Wikipédia : il faut le « wikifier ».
Les points d'amélioration suivants sont les cas les plus fréquents. Le détail des points à revoir est peut-être précisé sur la page de discussion.
- Les titres sont pré-formatés par le logiciel. Ils ne sont ni en capitales, ni en gras.
- Le texte ne doit pas être écrit en capitales (les noms de famille non plus), ni en gras, ni en italique, ni en « petit »…
- Le gras n'est utilisé que pour surligner le titre de l'article dans l'introduction, une seule fois.
- L'italique est rarement utilisé : mots en langue étrangère, titres d'œuvres, noms de bateaux, etc.
- Les citations ne sont pas en italique mais en corps de texte normal. Elles sont entourées par des guillemets français : « et ».
- Les listes à puces sont à éviter, des paragraphes rédigés étant largement préférés. Les tableaux sont à réserver à la présentation de données structurées (résultats, etc.).
- Les appels de note de bas de page (petits chiffres en exposant, introduits par l'outil «  Source ») sont à placer entre la fin de phrase et le point final[comme ça].
- Les liens internes (vers d'autres articles de Wikipédia) sont à choisir avec parcimonie. Créez des liens vers des articles approfondissant le sujet. Les termes génériques sans rapport avec le sujet sont à éviter, ainsi que les répétitions de liens vers un même terme.
- Les liens externes sont à placer uniquement dans une section « Liens externes », à la fin de l'article. Ces liens sont à choisir avec parcimonie suivant les règles définies. Si un lien sert de source à l'article, son insertion dans le texte est à faire par les notes de bas de page.
- La présentation des références doit suivre les conventions bibliographiques. Il est recommandé d'utiliser les modèles {{Ouvrage}}, {{Chapitre}}, {{Article}}, {{Lien web}} et/ou {{Bibliographie}}. Le mode d'édition visuel peut mettre en forme automatiquement les références.
- Insérer une infobox (cadre d'informations à droite) n'est pas obligatoire pour parachever la mise en page.

Pour une aide détaillée, merci de consulter Aide:Wikification.
Si vous pensez que ces points ont été résolus, vous pouvez retirer ce bandeau et améliorer la mise en forme d'un autre article.

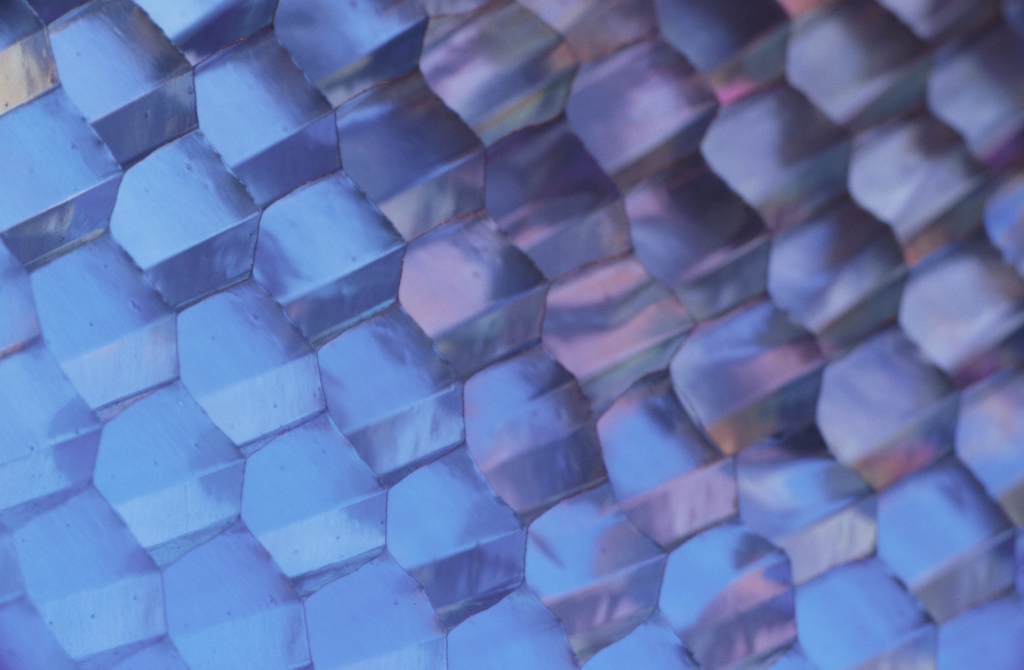
Structure artificielle en nid d'abeille en aluminium

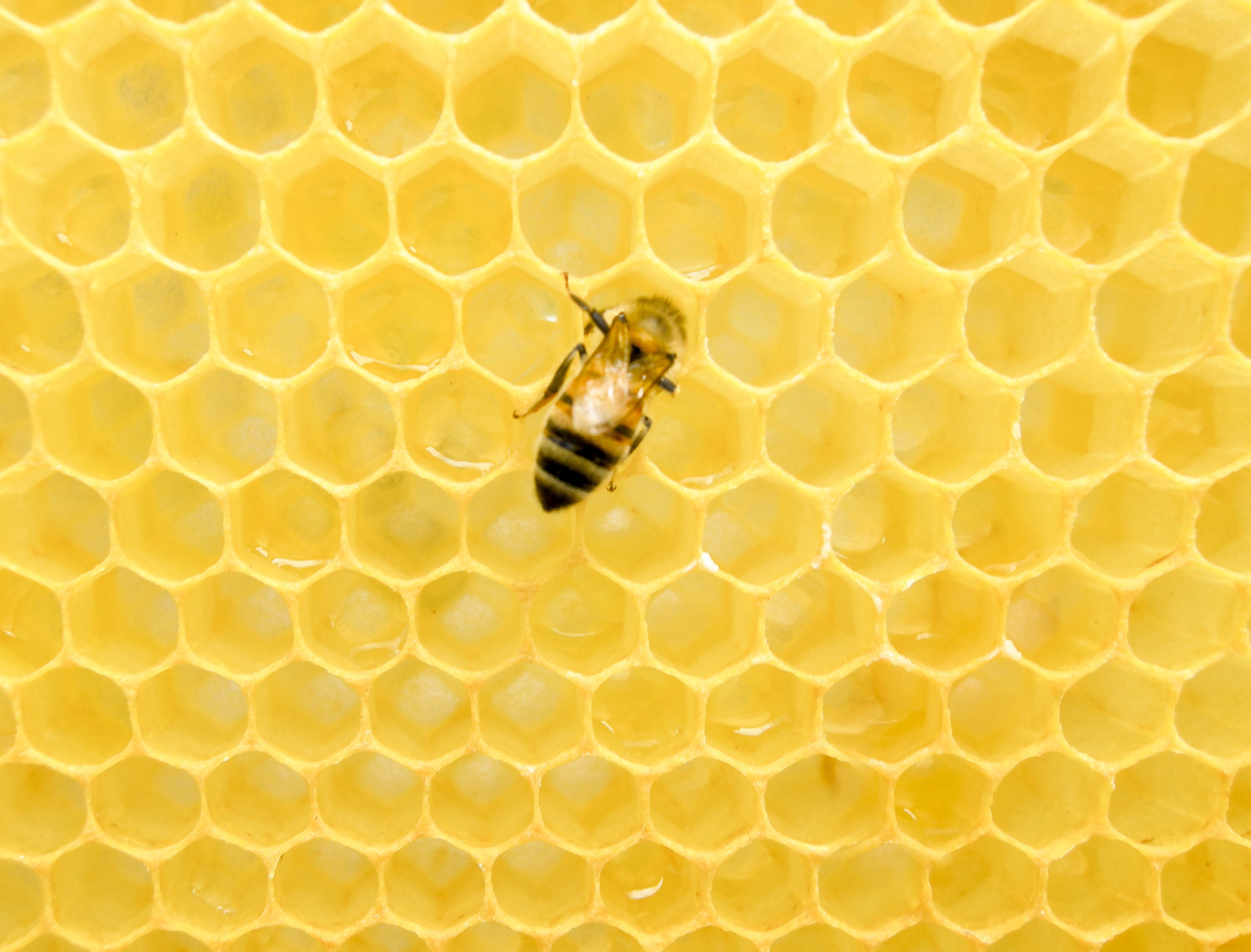
Structure d'un nid d'abeille naturel

Les structures en nid d'abeilles sont des structures naturelles ou artificielles ayant une géométrie similaire à celle d'un nid d'abeilles. Elles permettent de minimiser la quantité de matériau utilisé pour atteindre une masse et donc un coût de matériau minimaux. La géométrie des structures en nid d'abeilles peut varier considérablement, bien que ces structures gardent une caractéristique en commun: un ensemble de cellules creuses formées entre de fines parois verticales. Les cellules formées sont souvent de forme colonnaire et hexagonale. Une structure en forme de nid d'abeilles permet de produire un matériau présentant une densité minimale et des propriétés de compression hors plan et de cisaillement hors plan relativement élevées.
Les matériaux structurels artificiels en nid d'abeille sont généralement fabriqués en stratifiant un matériau en nid d'abeille entre deux fines couches. Cela forme un assemblage en forme de plaque. Les matériaux en nid d'abeille sont beaucoup utilisés lorsque des surfaces plates ou légèrement incurvées sont nécessaires et une résistance spécifique élevée est précieuse. Pour cette raison ces derniers sont amplement utilisés dans l’industrie aérospatiale, et des structures en aluminium, fibre de verre et matériaux composites avancés sont présents dans les avions et les fusées depuis les années 1950. On les retrouve également dans de nombreux autres domaines, des matériaux d'emballage composés de carton nid d'abeilles jusqu'aux articles de sport comme les skis et les snowboards.

## Introduction
Les structures naturelles en nid d'abeille comprennent les ruches et les roches érodées en nid d'abeille de roches, tripes et os .
Les structures artificielles en nid d'abeille comprennent des composites à structure sandwich avec des âmes en nid d'abeille.[réf. nécessaire]. Ces structures sont fabriquées en utilisant une variété de matériaux différents, en fonction de l'application prévue et des caractéristiques requises. Ils vont des papiers et thermoplastiques, utilisés pour une faible résistance et rigidité et les applications à faible charge, à l'aluminium et plastiques à fibres de verre pour une résistance et une rigidité élevées (applications hautes performances). La résistance des panneaux stratifiés ou sandwich dépend de la taille du panneau, du matériau de revêtement utilisé et du nombre ou de la densité des cellules qu'il contient. Les composites en nid d'abeille sont utilisés dans de nombreuses industries, dont l'industrie aéronautique, l'automobile, l'ameublement, les emballages et la logistique. Le matériau tire son nom de sa ressemblance visuelle avec les nids d'abeille des abeilles, une structure en feuille hexagonale.

## Histoire
L'arrangement hexagonal des ruches de l’abeille domestique est étudié depuis l’Antiquité. Selon la mythologie grecque, la première structure en nid d'abeille fabriqué par l'homme aurait été fabriqué par Dédale à partir d'or par moulage à la cire perdue il y a plus de 3 000 ans. Marcus Varro rapporte la découverte des géomètres grecs Euclide et Zénodore que la forme hexagonale permet une utilisation plus efficace de l'espace et des matériaux de construction. Par ailleurs, les nervures intérieures et les chambres cachées du dôme du Panthéon de Rome constituent un autre exemple ancien de structure en nid d'abeille.
Galileo Galilei discute en 1638 de la résistance des solides creux : « L'art, et plus encore la nature, les utilise dans des milliers d'opérations dans lesquelles la robustesse est augmentée sans ajouter de poids, comme on le voit dans les os d'oiseaux et dans de nombreuses tiges légères et très résistantes à la flexion ainsi qu'à la rupture ». Robert Hooke constate en 1665 que la structure naturelle des cellules du liège est similaire à celle des ruches d'abeilles, et Charles Darwin affirme en 1859 que « la ruche de l'abeille européenne, à notre connaissance, est absolument parfaite pour économiser du travail et de la cire ».
Bien qu'aucune référence n'a pu être trouvée, les premières structures en nid d'abeille auraient été fabriquées par les Chinois il y a 2000 ans pour des décorations. Les nids d'abeilles en papier, utilisant le procédé de production par expansion ont été inventés à Halle-sur-Saale en Allemagne par Hans Heilbrun en 1901 pour des applications décoratives. Les tôles ondulées présentant de profil ont aussi été proposées en tant que matériau de base pour l'apiculture en 1890. Dans le même domaine, un procédé de moulage en nid d'abeille utilisant un mélange de pâte à papier et de colle avait été breveté en 1878 en tant que cire gaufrée permettant de récolter plus de miel. Les trois techniques de base permettant d'obtenir des structures en nids d'abeilles encore utilisées aujourd'hui (expansion, ondulation et moulage) ont déjà été développées en 1901 pour des applications non en "sandwich".
Hugo Junkers a été un des premiers à approfondir l’idée, par la suite brevetée, d’une âme en nid d’abeille au sein d’une structure stratifiée pour les applications aéronautiques en 1915. Son idée visait à remplacer les structures d'avion recouvertes de tissu par des tôles et a estimé qu'une tôle peut également être chargée en compression si elle est soutenue à de très petits intervalles en disposant côte à côte une série de cellules carrées, rectangulaires, triangulaires, ou des corps creux hexagonaux. Le problème de la liaison d'une peau continue à des noyaux cellulaires a conduit Junkers plus tard à la structure ondulée ouverte, qui pouvait être rivetée ou soudée ensemble.
Une autre utilisation de ce type de designs pour des applications structurelles avait été proposée indépendamment pour des applications dans le bâtiment et publiée en 1914. En 1934, Edward G. Budd breveta un panneau sandwich en acier soudé en nid d'abeilles à partir de tôles ondulées. De même, Claude Dornier a visé en 1937 à résoudre le problème de liaison entre l'âme et la peau en roulant ou en pressant une peau qui est à l'état plastique dans les parois cellulaires du noyau. Le premier collage structurel réussi de structures sandwich en nid d'abeille a été réalisé par Norman de Bruyne d'Aero Research Limited, brevetant un adhésif ayant la bonne viscosité pour former des filets de résine sur l'âme en nid d'abeille en 1938. Le XB-70 Valkyrie nord-américain, un prototype de bombardier stratégique américain, a utilisé une grande quantité de panneaux en nid d'abeilles en acier inoxydable en utilisant un procédé de brasage qu'ils ont développé.

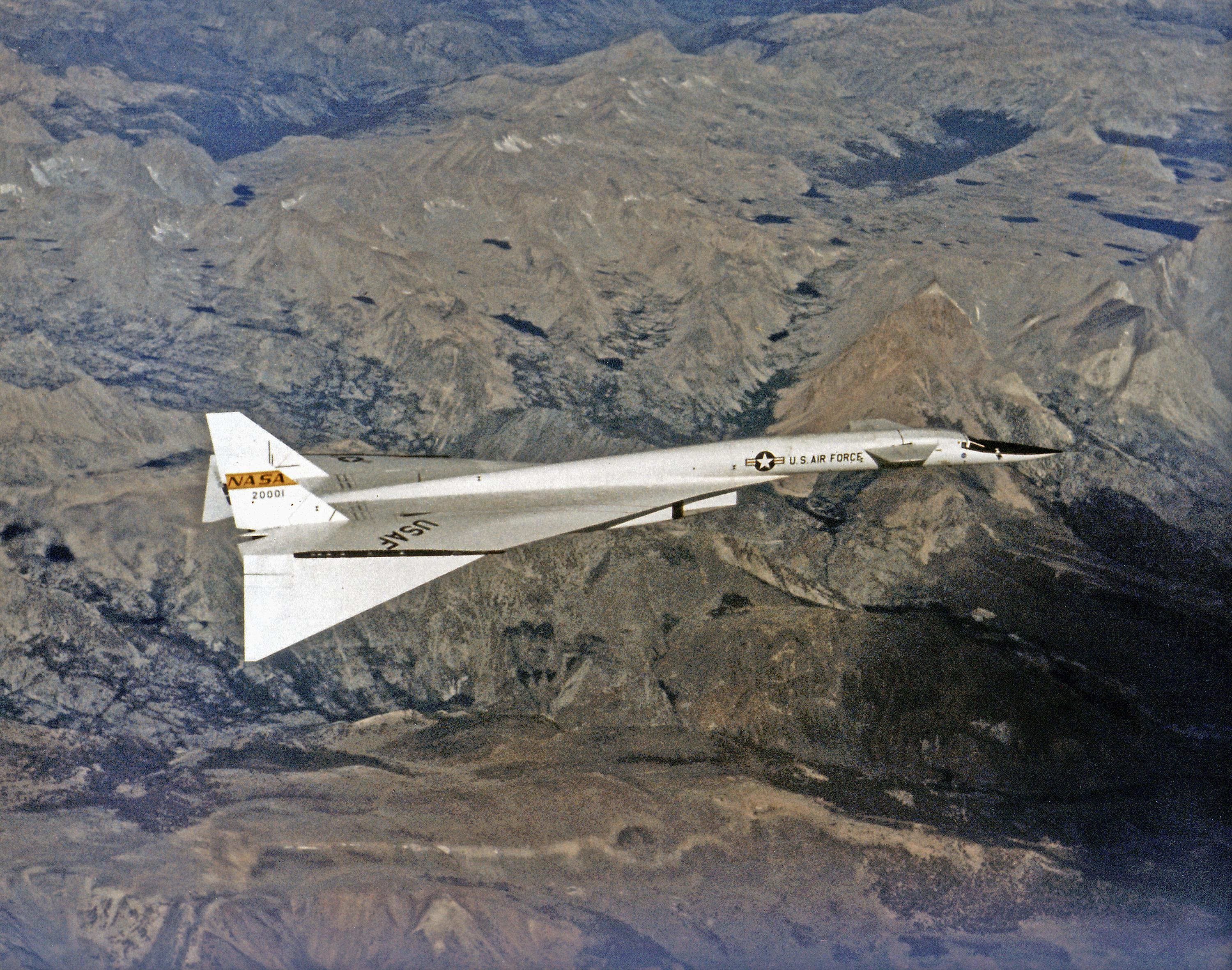
XB-70 du Dryden Flight Research Center en 1968

Voici un résumé des avancées importantes dans l’histoire de la technologie du nid d’abeilles:
- 60 avant JC : Diodorus Siculus rapporte un nid d'abeilles doré fabriqué par Dédale via un moulage à la cire perdue .
- 36 avant JC : Marcus Varro rapporte l'utilisation la plus efficace de l'espace et des matériaux de construction par la forme hexagonale .
- 126 : Le Panthéon a été reconstruit à Rome en utilisant une structure à caissons, un panneau encastré en forme de structure carrée, pour soutenir son dôme.
- 1638 : Galileo Galilei discute des solides creux et de leur augmentation de résistance sans ajouter de poids.
- 1665 : Robert Hooke découvre que la structure cellulaire naturelle du liège est similaire au rayon hexagonal des abeilles.
- 1859 : Charles Darwin déclare que le rayon de l'abeille ruche est absolument parfait pour économiser du travail et de la cire.
- 1877 : FH Küstermann invente un procédé de moulage en nid d'abeilles utilisant un mélange de pâte à papier et de colle.
- 1890 : Julius Steigel invente le procédé de production de nids d'abeilles à partir de tôles ondulées.
- 1901 : Hans Heilbrun invente les nids d'abeilles hexagonaux en papier et le procédé de production par expansion.
- 1914 : R. Höfler et S. Renyi font breveter la première utilisation de structures en nid d'abeilles pour des applications structurelles.
- 1915 : Hugo Junkers fait breveter les premières âmes en nid d'abeilles pour applications aéronautiques.
- 1931 : George Thomson propose d'utiliser des nids d'abeilles décoratifs en papier usagé pour fabriquer des panneaux de plaques de plâtre légers.
- 1934 : Edward G. Budd fait breveter un panneau sandwich en nid d'abeille en acier soudé à partir de tôles ondulées.
- 1937 : Claude Dornier fait breveter un panneau sandwich en nid d'abeille avec des peaux pressées à l'état plastique dans les parois cellulaires de l'âme.
- 1938 : Norman de Bruyne fait breveter le collage structurel de structures sandwich en nid d'abeille.
- 1941 : John D. Lincoln propose l'utilisation de nids d'abeilles en papier expansé pour les radômes d'avions
- 1948 : Roger Steele applique le procédé de production d'expansion à l'aide de feuilles composites renforcées de fibres.
- 1969 : Le Boeing 747 intègre de nombreux nids d'abeilles résistants au feu de Hexcel Composites utilisant du papier en fibre d'aramide Nomex de DuPont.
- Années 1980 : Introduction des nids d'abeilles thermoplastiques produits par des procédés d'extrusion.

## Fabrication

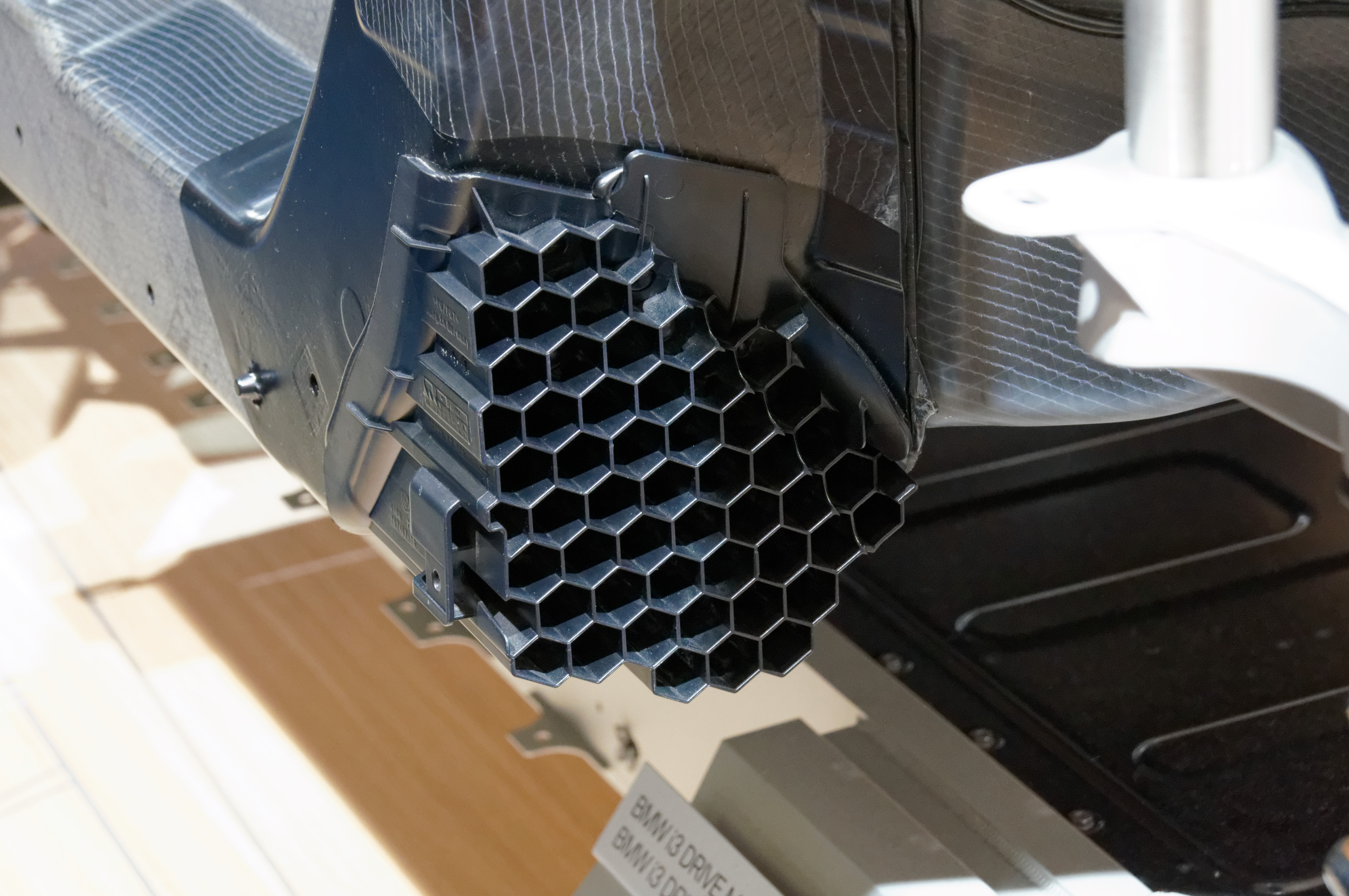
Structure d'absorption des chocs en nid d'abeille en polymère thermoplastique moulé par injection sur une BMW i3

Les trois techniques traditionnelles de production de structures nids d'abeilles, qui sont l'expansion, l'ondulation et le moulage, ont toutes été développées vers 1901 pour des applications autres que les sandwichs. De nos jours, les âmes sont produites par les deux premières: l'expansion et l'ondulation. Pour les applications décoratives, la production généralisée de nids d'abeilles a atteint un taux d'automatisation remarquable lors des années 1900.
Les matériaux utilisés sont composites tels que le plastique renforcé de verre (également connu sous le nom de fibre de verre), le plastique renforcé de fibres de carbone, le plastique renforcé de papier aramide Nomex ou à partir d'un métal (généralement de l'aluminium ).
Les structures nids d'abeilles en métal (par exemple l'aluminium) sont aujourd'hui produits par le processus d'expansion. Après cela, un procédé continu de pliage à partir d'une seule feuille d'aluminium après découpe de fentes est mis en jeu. Ce dernier a été développé vers 1920. La production continue en ligne de nids d'abeilles métalliques peut ainsi être réalisée à partir de rouleaux métalliques par découpe et pliage.
Les âmes nid d'abeilles en thermoplastiques (généralement en polypropylène ) sont généralement fabriquées par extrusion à partir d'un bloc de profilés ou des tubes,, par la suite mis en forme en les tranchant.
Récemment, un nouveau procédé - rentable économiquement - de traitement des thermoplastiques a été réalisé, permettant une production continue ou bien en chaîne d'une âme en nid d'abeilles avec laminage direct des peaux en panneau sandwich.

## Applications
Les structures composites en nid d'abeille sont et ont été utilisées pour de nombreuses applications techniques, dans des domaines variés:
| Champ d'application              | Industrie       | Entreprise/Produit                                                                                |
| -------------------------------- | --------------- | ------------------------------------------------------------------------------------------------- |
| Coquilles de course              | sport           | Vespoli, bateaux de course Janousek                                                               |
| Fabrication aérospatiale         | Aérospatial     | Euro-Composites, Hexcel, Plascore Incorporated, Schütz GmbH & Co.KGaA (Cormaster)                 |
| Planeurs                         | Aérospatial     | Schleicher ASW 19, projet Solar Impulse                                                           |
| Hélicoptères                     | Aérospatial     | Kamov Ka-25, Bell 533, Westland Lynx                                                              |
| Avion à réaction                 | Aérospatial     | General Dynamics/Grumman F-111B, F-111 Aardvark, tous les avions commerciaux depuis le Boeing 747 |
| Sous-structure de fusée          | Aérospatial     | Unité d'instruments Saturn V, Rover d'exploration de Mars, S-520                                  |
| Technologie LED                  | Éclairage       | Dalle intelligente                                                                                |
| Technologie des haut-parleurs    | l'audio         | Conception du haut-parleur # Driver : haut-parleurs dynamiques, Woofer                            |
| Structure du miroir du télescope | Aérospatial     | Le télescope spatial Hubble                                                                       |
| Structure automobile             | Automobile      | Panther Solo, Jaguar XJ220, Dome F105, Bluebird-Proteus CN7, BMW i3 / i8, Koenigsegg Agera        |
| Planches à neige                 | Des sports      | Snowboard                                                                                         |
| Meubles                          | Travail du bois | Meubles                                                                                           |

Ce type de structures est également avantageux pour des avancées technologiques de pointe impliquant des réseaux de nanopores dans l'alumine anodisée, des réseaux microporeux dans des films minces polymères, des nids d'abeilles en charbon actif, et des structures en nid d'abeilles à bande interdite photonique.

## Aérodynamique
Un filet en nid d'abeille est souvent utilisé en aérodynamique pour réduire ou créer des turbulences, mais aussi pour obtenir un profil standard en soufflerie, déterminé par la température et la vitesse d'écoulement).

### Rapport de longueurs

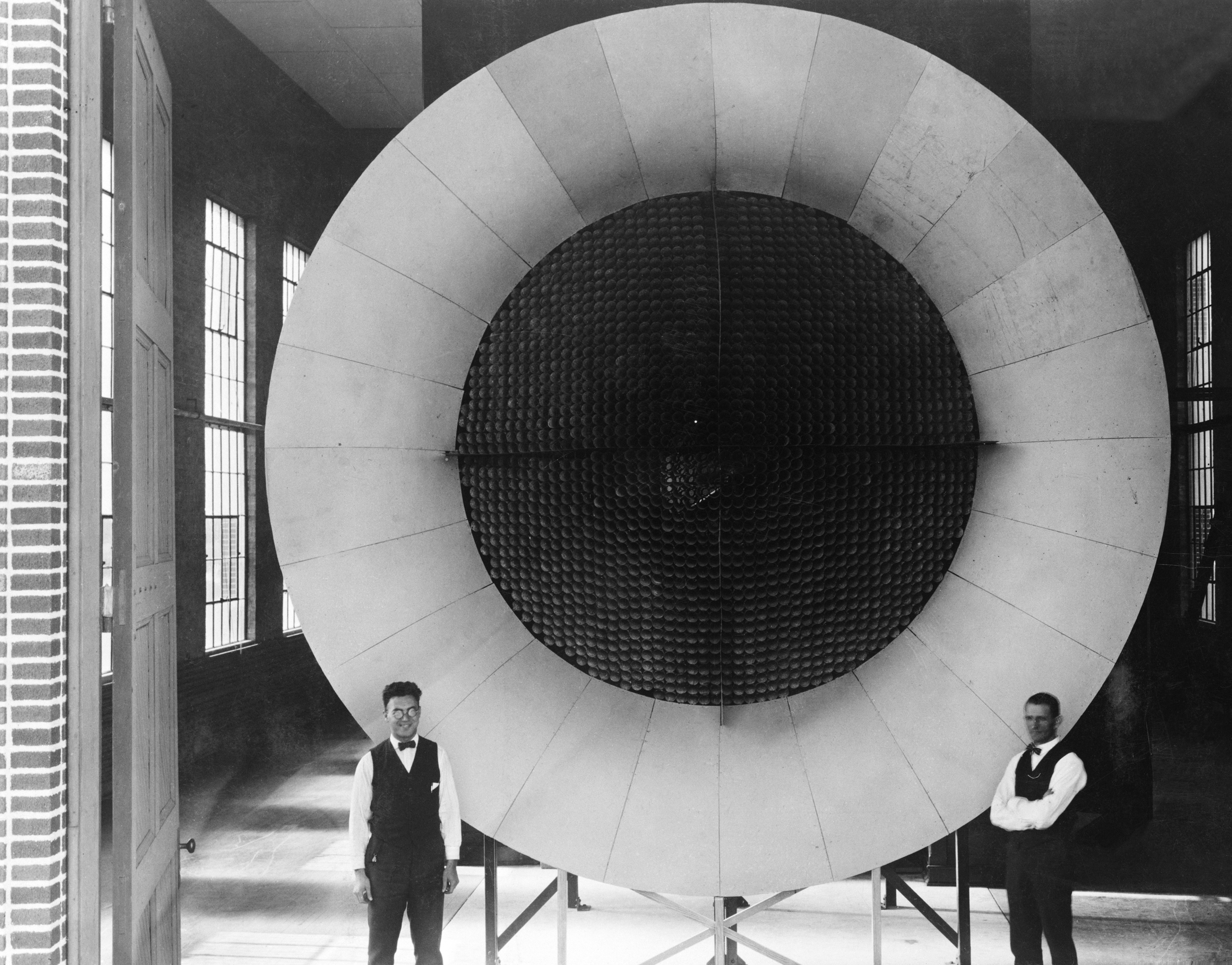
Centre alvéolé et grillagé pour la première soufflerie de Langley

Un facteur majeur dans le choix du bon maillage est le rapport de longueurs L/d (largeur du filet par rapport au diamètre des cellules en nid d'abeille).
- Rapport de longueur < 1 : Dans ce cas, les mailles en nid d'abeille peuvent être utilisées sur la calandre des véhicules, qui filtre les objets de grande taille. Outre les raisons esthétiques, ces mailles sont utilisées comme outil uniformisant pour obtenir un profil uniforme et réduire l'intensité des turbulences[27].

- Rapport de longueur >> 1 : Les mailles de grand rapport de longueur réduisent les turbulences latérales et les tourbillons de l'écoulement. Les premières souffleries les utilisaient sans écrans. Malheureusement, cette méthode introduisait une forte intensité de turbulence dans la section d'essai. La plupart des tunnels modernes utilisent à la fois des nids d'abeilles et des écrans.

### Pour la réduction de turbulences
Bien que les nids d'abeilles en aluminium soient couramment utilisés dans l'industrie, certaines applications spécifiques nécessitent d'autres matériaux. Les industriels utilisant ces structures métalliques doivent veiller à éliminer les bavures sur le métal car elles peuvent introduire des turbulences supplémentaires. Les structures en polycarbonate constituent une alternative peu coûteuse.
Le centre alvéolé grillagé de cette prise d'air en circuit ouvert de la première soufflerie de Langley assurait un flux d'air constant et non turbulent au sein de celle-ci. Sur la photo, deux mécaniciens posent près de l'entrée du tunnel, par lequel l'air était aspiré dans la section de test à travers un agencement en nid d'abeilles pour fluidifier le flux.
Cependant, le nid d'abeille n'est pas la seule section transversale possible pour réduire les tourbillons dans un flux d'air, de soufflerie par exemple. Les sections transversales carrées, rectangulaires, circulaires et hexagonales sont d'autres choix disponibles, bien que le nid d'abeille soit généralement le choix préféré.

## Propriétés

Un panneau sandwich composite (A) avec une âme en nid d'abeille (C) et des feuilles frontales (B)

En combinaison avec deux peaux appliquées sur le nid d'abeilles, la structure offre un panneau sandwich d'une excellente rigidité pour une densité minimale. Le comportement des structures en nid d'abeilles est orthotrope, c'est-à-dire que les panneaux réagissent différemment selon l'orientation de la structure (comportement non isotrope). Il faut donc distinguer les directions de symétrie, nommées directions L et W. Sous contrainte, la direction L est la direction selon laquelle la structure est la plus solide et la plus rigide. La direction selon laquelle la structure est la plus faible est à 60° de la direction L (dans le cas d'un hexagone régulier). La direction la plus conforme est la direction W. L’âme sandwich en nid d’abeille est aussi caractérisée par une résistance à la compression importante. En raison de sa configuration hexagonale, les murs se soutiennent les uns les autres et la résistance à la compression des âmes en nid d'abeilles est généralement plus élevée (pour le même poids) par rapport à d'autres structures à âme sandwich telles que, par exemple, les âmes en mousse ou les âmes ondulées. On peut donc considérer ce type de structure comme étant mécaniquement efficace.
Les propriétés mécaniques des structures nids d'abeilles dépendent de beaucoup de facteurs. Parmi eux comptent, la géométrie des cellules, la nature du matériau à partir duquel le nid d'abeilles est construit, engrangeant une modification des grandeurs de ce dernier dont le module d'Young, la limite d'élasticité et la contrainte à la rupture du matériau, ainsi que la  densité relative du nid d'abeilles (la densité du nid d'abeilles normalisée par celle du solide, ρ nid / ρ sol ),. Le rapport entre les modules d'élasticité effectifs et les modules d'Young du solide, par exemple, {\displaystyle \kappa ^{*}/E_{\text{s}}} et {\displaystyle E^{*}/E_{\text{s}}}, des nids d'abeilles de faible densité sont indépendants du solide. Les propriétés mécaniques des nids d'abeilles varient également en fonction de la direction selon laquelle on applique la charge.
Lors d'une compression dans le plan, on suppose souvent que l'épaisseur des parois des cellules du nid d'abeilles est faible par rapport à la taille de la structure. Pour une structure nid d'abeilles classique, la densité relative est proportionnelle au rapport entre l'épaisseur de paroi sur la longueur de la paroi (t/L), tandis que le module d'Young est proportionnel à (t/L)3 ,. Sous une charge de compression suffisamment élevée, le nid d'abeilles atteint une contrainte critique et rompt en raison d'un flambage élastique, une plastification ou un écrasement fragile. Le mode de rupture dépend du matériau utilisé. Pour les matériaux élastomères, on aura un flambement élastique des parois cellulaires. Les matériaux ductiles se plastifieront, et les solides fragiles rompront en écrasement fragile,. La contrainte de flambage élastique est proportionnelle à la densité relative au cube (donc à (t/L)3), la contrainte d'effondrement plastique est proportionnelle à la densité relative au carré, tout comme la contrainte d'écrasement fragile (donc à (t/L)2),. À la suite du dépassement de la contrainte critique et de la rupture du matériau, une contrainte plateau est observée dans le matériau, dans laquelle des augmentations de déformation sont observées tandis que la contrainte du nid d'abeilles reste à peu près constante. Ce comportement est donc assimilable à un fluage. Après plastification, le matériau commence à subir une densification à mesure qu’une compression supplémentaire rapproche les parois cellulaires.
Sous chargement hors plan, le module d'Young hors plan d'un nid d'abeilles hexagonal régulier est proportionnel à la densité relative du nid d'abeilles. La contrainte de flambement élastique est proportionnelle à (t/L)3 tandis que la contrainte de flambement plastique est proportionnelle à (t/L)5/3.
Pour répondre à différentes applications techniques, on fait souvent varier la forme de la cellule. Les formes couramment utilisées, outre celle hexagonale régulière, comprennent les cellules triangulaires, les cellules carrées, les cellules hexagonales à noyau circulaire et les cellules carrées à noyau circulaire. Les densités relatives de ces cellules dépendront en retour de cette nouvelle géométrie.

## Voir également
- Trous d'éclaircissement
- Mousse métallique
- Section structurelle creuse
- Matériau composite
- Composite à structure sandwich
- Théorie des plaques
- Panneau sandwich